# Merynosy

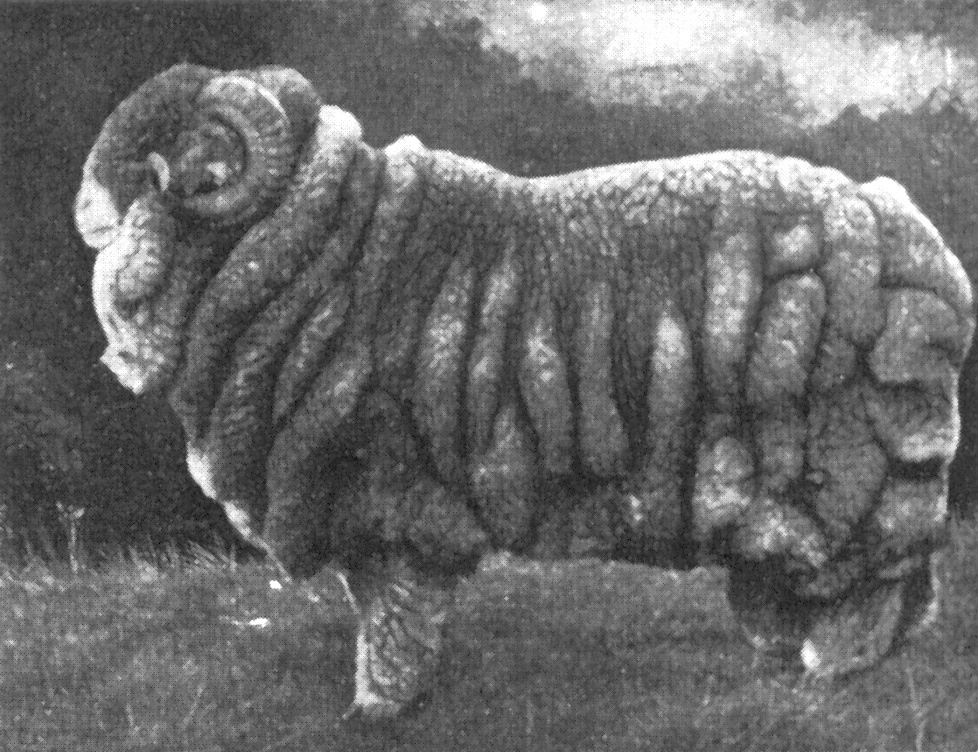
Baran owcy domowej na zdjęciu z 1905.

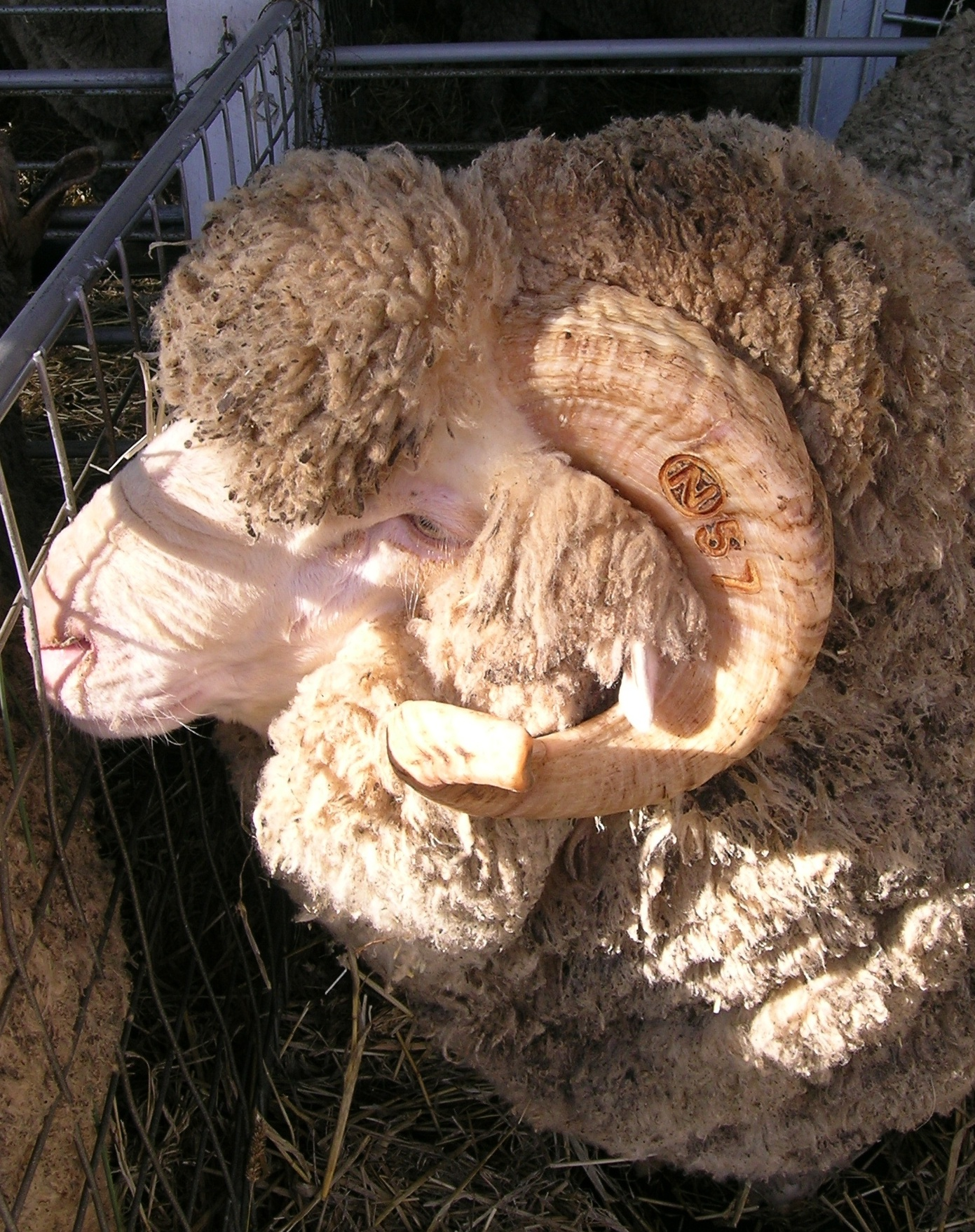
Łeb barana owcy domowej

Merynosy, owce merynosowe – rasa owiec bardzo cenionych ze względu na runo. Wywodzi się ona z Azji. W XII w. owce te dotarły na Półwysep Iberyjski. Stamtąd dopiero w XVIII w. zostały sprowadzone do innych krajów Europy.
Umaszczone biało, wełna silnie karbikowana, cienka. W Europie występują przeważnie formy bezrogie, poza Europą również rogate przy czym rogate są barany, ale nie maciorki. Wysokość w kłębie: 80–90 cm; masa ciała: 120–140 kg. (tryk), 80–90 kg. (maciorka).
Najliczniejsze pogłowie występuje w Australii:
- merynos australijski,
- merynos saksoński,
- merynos południowoaustralijski,
- peppin,
- Booroola;

a w Argentynie, Urugwaju, Republice Południowej Afryki:
- dohne,
- letelle,
- afrino;

oraz Stanach Zjednoczonych:
- merynos północnoamerykański
- rambouillet amerykański;

a także w Europie.